# Eino Pitkänen
Pour les articles homonymes, voir Pitkänen.
Eino Pitkänen (né le 9 janvier 1904 à Kuopio ; décédé le 11 août 1955 à Helsinki) est un architecte finlandais.

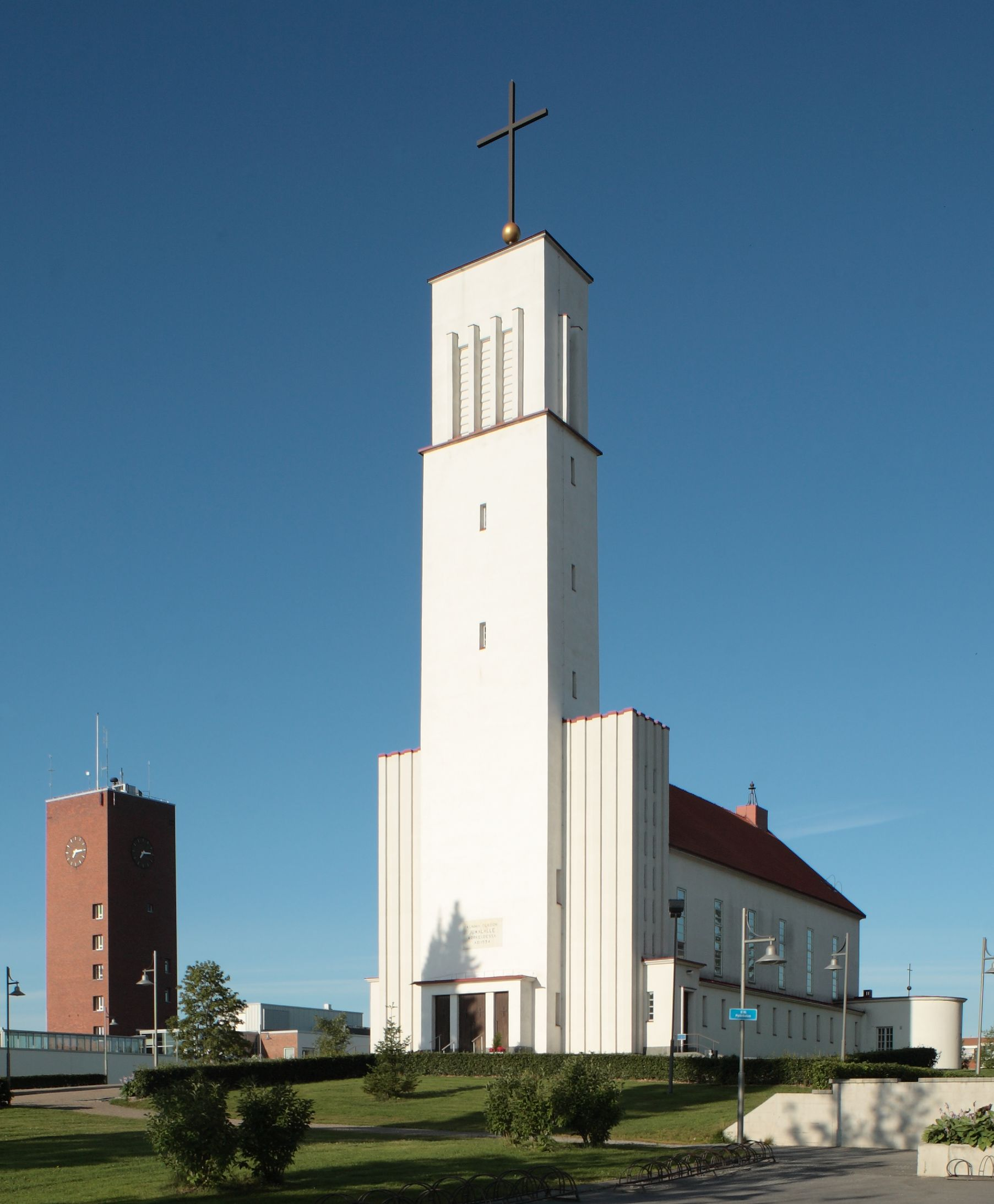
L'église d'Iisalmi.

## Biographie
Eino Pitkänen est le fils du constructeur Antti Pitkänen dont on peut encore voir les immeubles dans la région de Kuopio. 
Eino prépare son baccalauréat au Lycée de Kuopio et l’obtient en 1923. 
Puis il commence des études d’architecture à l’école supérieure technique d’Helsinki. 
Parmi ses premiers ouvrages réalisés pendant ses études on peut citer le Grand magasin Carlson (fi) de Kuopio crée en 1929. 
En 1931, Eino Pitkänen obtient son diplôme d’architecte. 
Les années 1930 sont une période calme pour la construction et c’est probablement pourquoi Pitkänen se prépare aussi à l’enseignement à Rauma. 
Il est prêt à enseigner en mai 1932 et il est choisi le même été pour enseigner le dessin, la sculpture et la littérature à Kajaani.

## Quelques ouvrages
Les ouvrages de Eino Pitkänen sont extrêmement nombreux. En voici quelques-uns :

### Ouvrages à Kajaani
- Scierie de Kajaani (fi) – 1940
- Centrale hydroélectrique de Koivukoski - 1943
- Centrale hydroélectrique de Ämmäkoski (fi) - 1941
- Immeuble Koskikara (fi), Brahenkatu 6 - 1949
- Centrale hydroélectrique de Katerma (fi), Kuhmo, 1950
- Manoir de Karolineburg (fi) - 1949
- Immeuble de Kainuun Sanomat, Kauppakatu 34-36 – 1936[3]
- École centrale de Kajaani (fi) – 1952
- Église de Riistavesi

### Ouvrages à Kuopio
- Grand magasin Carlson (fi) – 1930
- Usine de Itkonniemi (fi) – 1947

### Ouvrages à Iisalmi
- Nouvelle église d'Iisalmi – 1932
- Kiosque et cabines d'habillage de la plage municipale – 1934
- Immeuble Putkola au 25, rue Savonkatu – 1937
- École centrale - 1939
- Toit de la halle d'iisalmi

### Ouvrages à Oulu
- Usine de cellulose d'Oulu Oy – 1936–1937
- Résidence du château blanc (fi), Oulu – 1941
- Immeuble Weckman, Kirkkokatu 26 (modifications)

### Autres ouvrages
- Immeuble de la Kansallis-Osake-Pankki et de Kajaani Oy, Sotkamo
- Caserne des pompiers, Kuhmo, 1952
- École primaire, Tuusniemi, 1935
- Hutte du maréchal (fi), Loppi – 1942

## Galerie

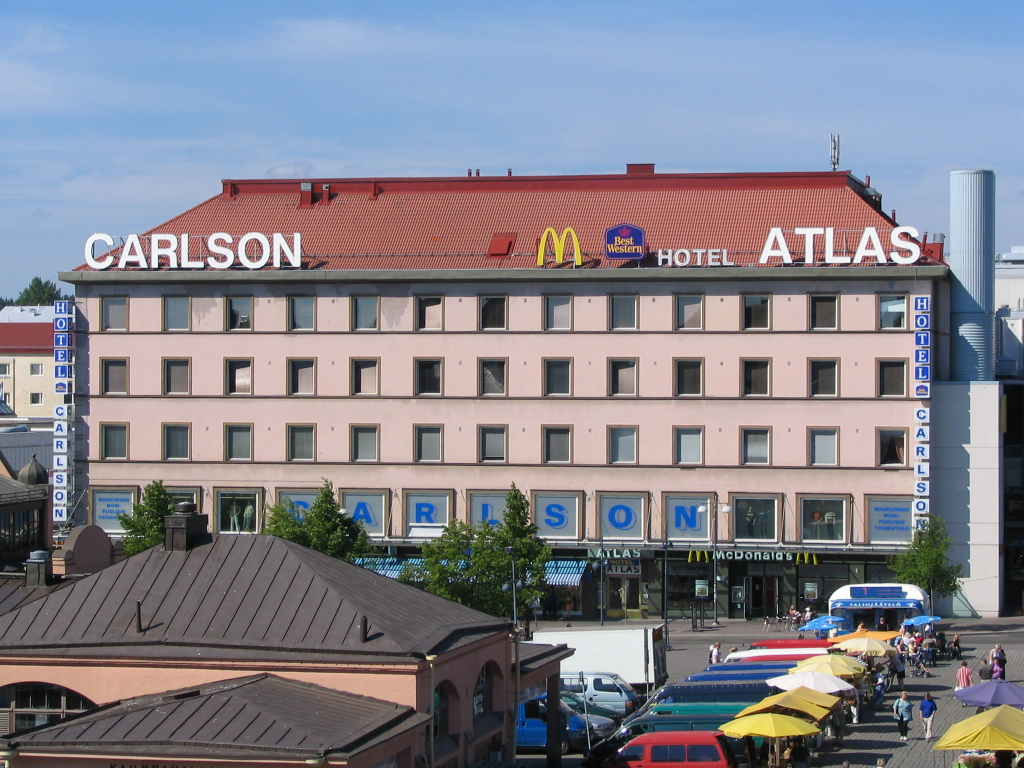
Grand magasin Carlson (fi) à Kuopio.
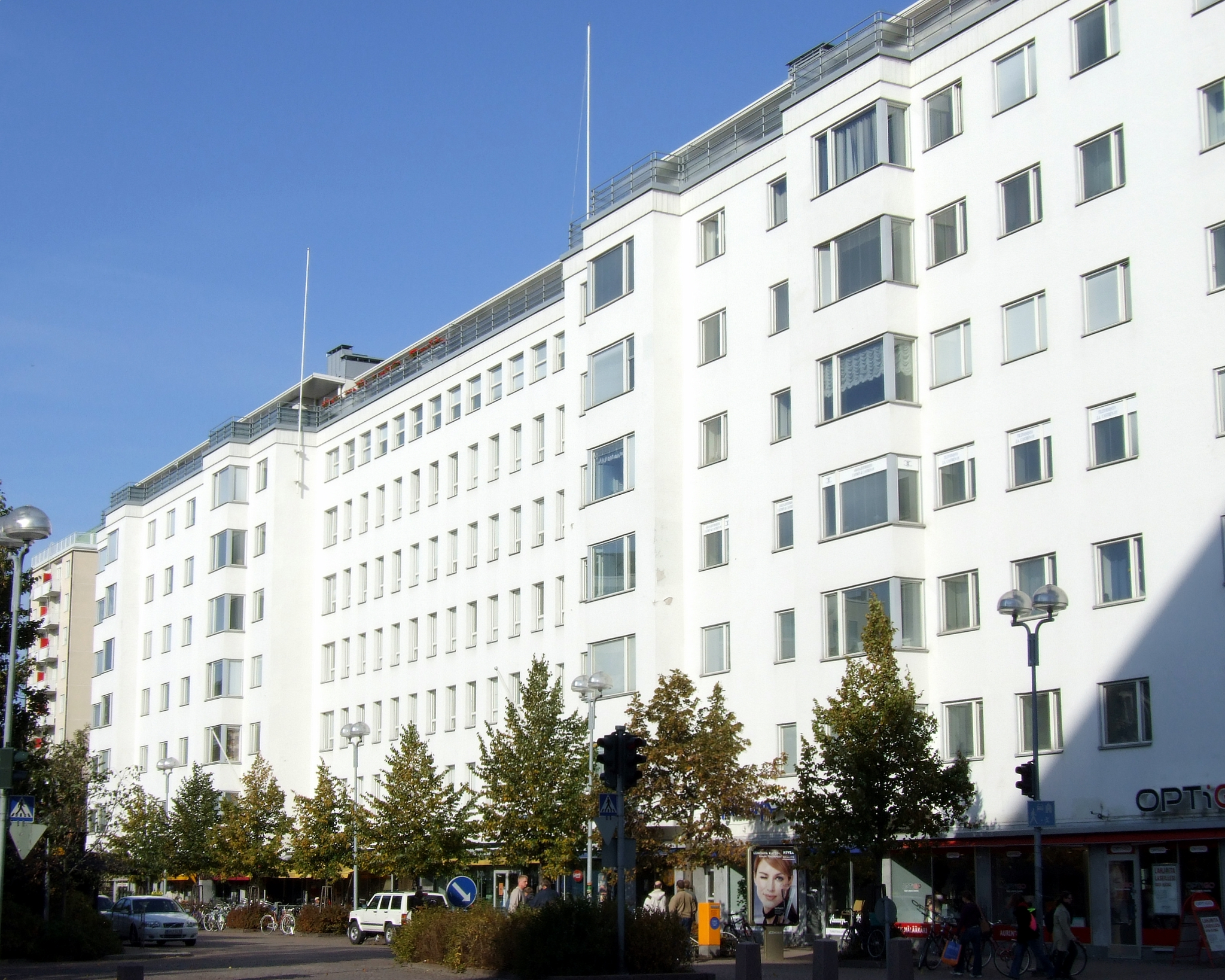
Résidence du château blanc (fi) à Oulu.
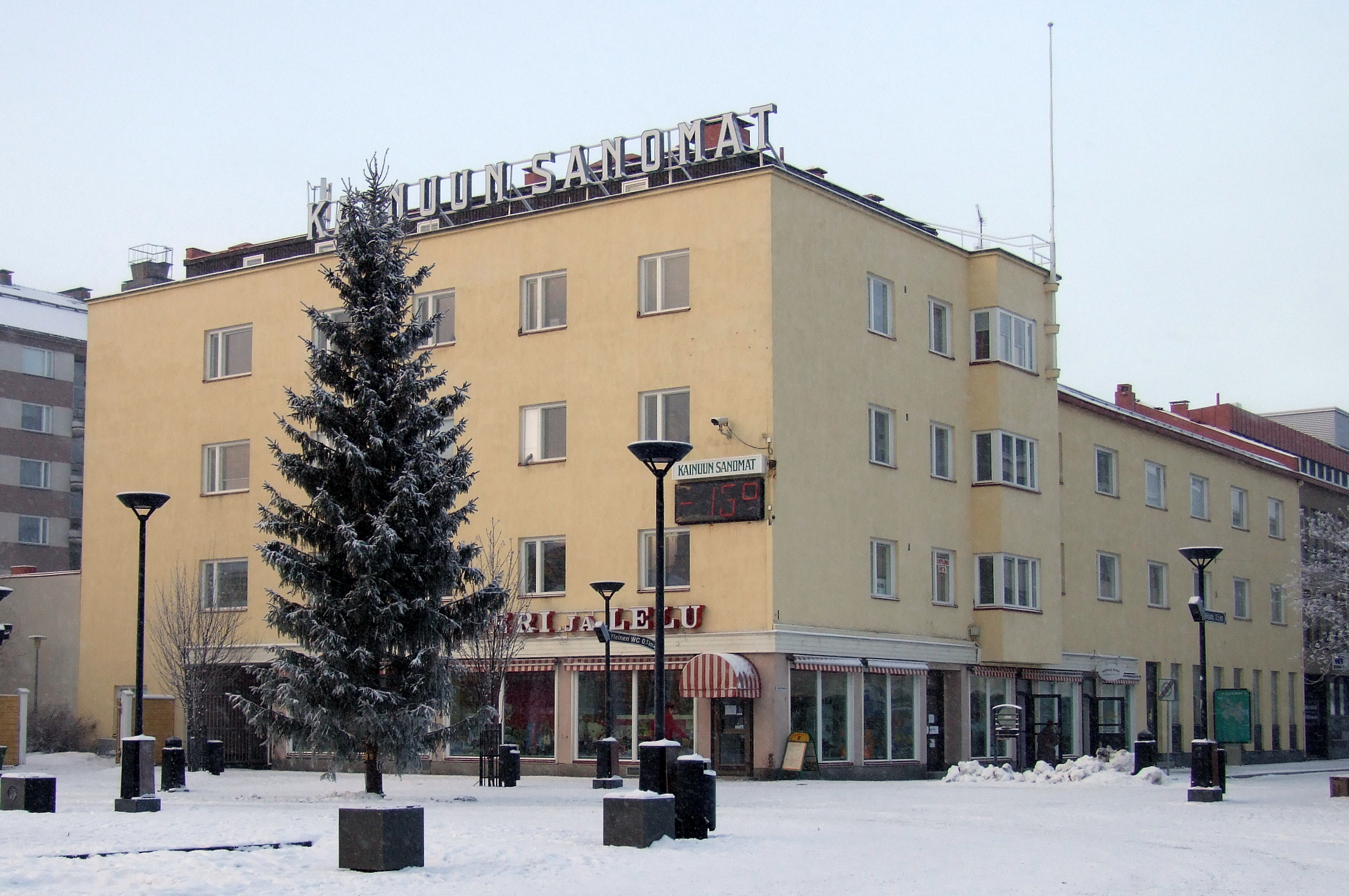
Siège du journal Kainuun Sanomat à Kajaani.
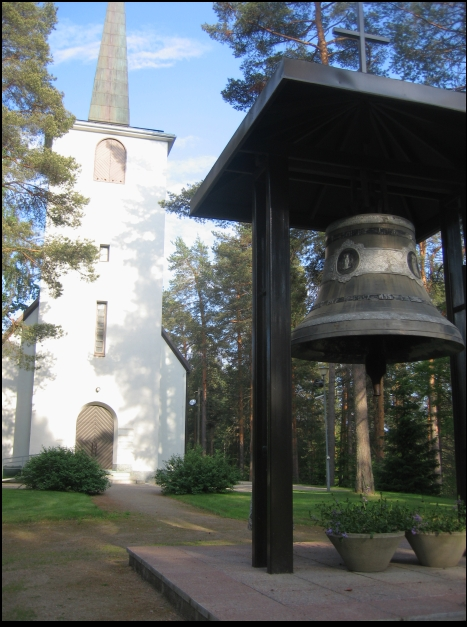
Église de Riistavesi à Kuopio.
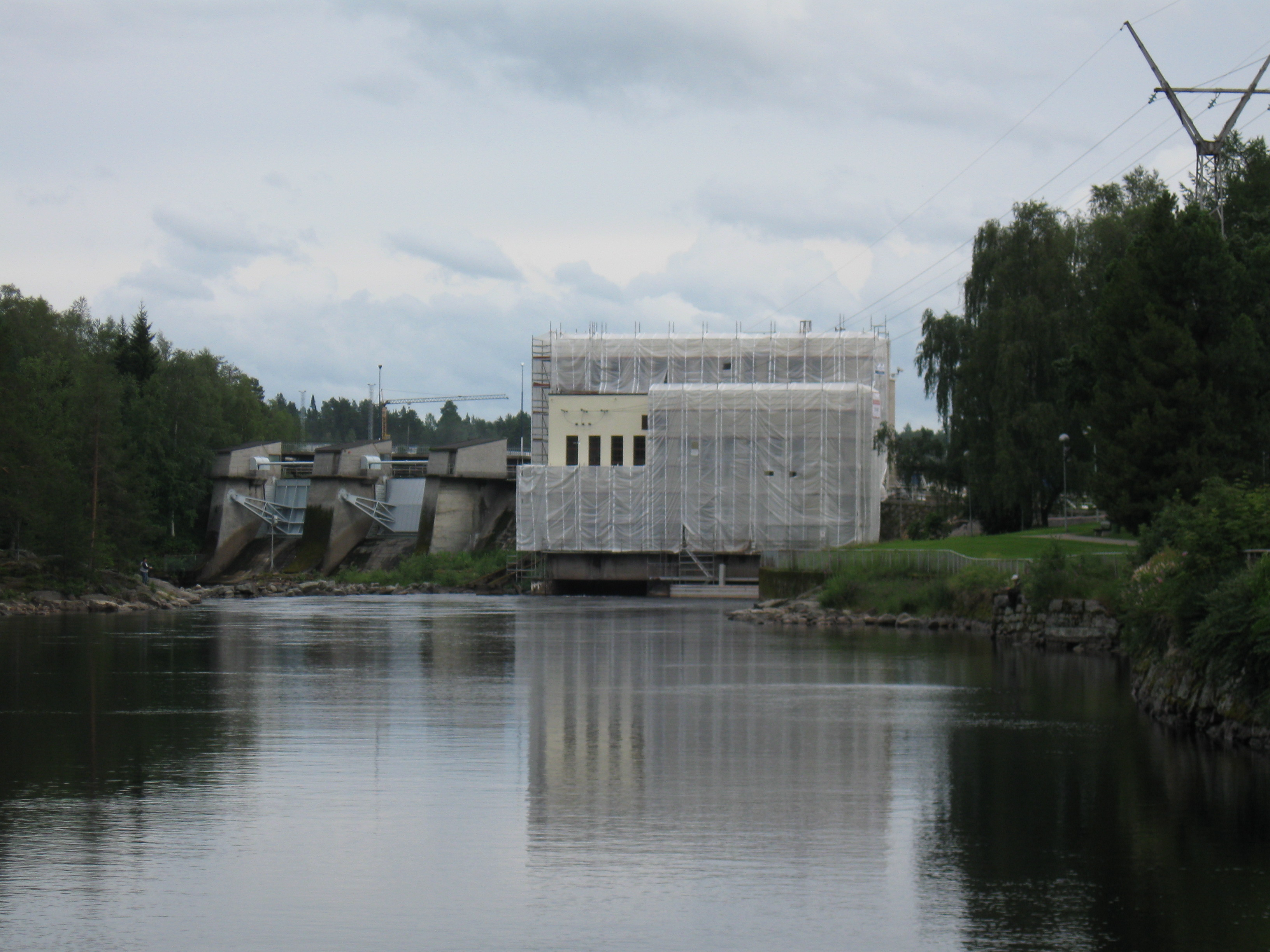
Centrale hydroélectrique de Koivukoski